# Ancizan
Ancizan è un comune francese di 284 abitanti situato nel dipartimento degli Alti Pirenei nella regione Occitania.

## Società

### Evoluzione demografica
Abitanti censiti